# John Gardiner Sumner Hobson
Il existe un autre John Atkinson Hobson, économiste du début du XXe siècle.
 (mai 2017).
Si vous disposez d'ouvrages ou d'articles de référence ou si vous connaissez des sites web de qualité traitant du thème abordé ici, merci de compléter l'article en donnant les références utiles à sa vérifiabilité et en les liant à la section « Notes et références ».
John Gardiner Sumner Hobson (18 avril 1912 – 4 décembre 1967), est un homme politique, membre du Parti conservateur britannique.